# Иорданский, Николай Николаевич (биолог)
Николай Николаевич Иорданский (9 августа 1938, Москва, СССР — 18 августа 2020) — советский и российский биолог, эволюционист, доктор биологических наук, ведущий научный сотрудник Института проблем эволюции и экологии им. А. Н. Северцова РАН. Член редколлегии «Зоологического журнала».

## Биография
Родился 9 августа 1938 года в Москве в семье геолога Николая Николаевича Иорданского (1900—1940) и Евгении Александровны (в дев. Бедрина, 1898—1986). В школьные годы посещал Кружок юных биологов зоопарка (КЮБЗ).
По окончании школы (1955) поступил на биолого-почвенный факультет МГУ им. М.В. Ломоносова, который окончил в 1960 году. Окончил аспирантуру по кафедре зоологии и сравнительной анатомии позвоночных МГУ в 1964 году.
Защитил кандидатскую диссертацию в Палеонтологическом институте АН СССР в 1968 году; докторскую — в Институте эволюционной морфологи и экологии животных в 1986 году.
С 1964 по 1979 год был преподавателем кафедры биологии Медико-биологического факультета 2-го Московского медицинского института им. Н. И. Пирогова.
С 1979 года — в Институте эволюционной морфологии и экологии животных им. А. Н. Северцова АН СССР (ныне Институт проблем экологии и эволюции им. А. Н. Северцова РАН) .
В последнее время — доктор биологических наук, ведущий научный сотрудник Института проблем эволюции и экологии им. А. Н. Северцова РАН. Член редколлегии «Зоологического журнала».
Участвовал в экспедициях Палеонтологического ин-та АН СССР в должности коллектора: Северная экспедиция 1956 г., Приуральские экспедиции 1958 и 1960 гг., Приволжская экспедиция 1962 г.
Основные труды посвящены проблемам теории эволюции, эволюционной и функциональной морфологии животных, герпетологии.
Умер 18 августа 2020 года после продолжительной болезни. Похоронен в Москве, на Новодевичьем кладбище, участок № 3, 46 ряд. в родственной могиле.

## Основные работы
- «Основы теории эволюции: Пособие для учителей» / Н. Н. Иорданский. — М.: Просвещение, 1979. — 190 с.: ил.
- «Развитие жизни на Земле: Пособие для учителей» / Н. Н. Иорданский. — М.: Просвещение, 1981. — 191 с.: ил.
- «Эволюция комплексных адаптаций: челюстной аппарат амфибий и рептилий» / Н. Н. Иорданский. — М. : Наука, 1990. — 310 с.
- «Макроэволюция: Системная теория» / Н. Н. Иорданский. — М.: Наука, 1994. — 110 с.
- Эволюция жизни: Учебное пособие для студентов высших педагогических учебных заведений. — М.: Академия, 2001. — 426 с. (Высшее образование)
- «Организмы, виды и эволюция» / Н. Н. Иорданский — М.: Либроком, 2011. — 174 с.
- Биогенетический закон : [арх. 2 июля 2022] / Иорданский Н. Н. // «Банкетная кампания» 1904 — Большой Иргиз. — М. : Большая российская энциклопедия, 2005. — С. 486. — (Большая российская энциклопедия : [в 35 т.] / гл. ред. Ю. С. Осипов ; 2004—2017, т. 3). — ISBN 5-85270-331-1.

## Награды
- Премия имени А. Н. Северцова РАН (2005 — за монографию «Эволюция комплексных адаптаций. Челюстной аппарат амфибий и рептилий» и «Макроэволюция. Системные теории»)